# Tostallo
Tostallo (лат.) — семейство бабочек из семейства Mimallonidae. Неотропика.

## Описание
Среднего размера бабочки. Отличаются основным цветом: сочетание белого и коричневого делает этих бабочек похожими на экскременты птиц. Белый землистый цвет в сочетании с округлыми передними крыльями уникален для этого рода среди других представителей семейства Mimallonidae. Род был впервые описан в 2016 году. Валидный статус таксона был подтверждён в ходе ревизии в 2019 году американским лепидоптерологом Райаном Александером Ст. Лаурентом (Ryan A. St. Laurent, Cornell University, Department of Entomology, Итака, США) и Акито Кавахарой (Akito Y. Kawahara, University of Florida, Гейнсвилл, Флорида).